# Třída Adua
Třída Adua byla třída pobřežních ponorek italského královského námořnictva. Celkem bylo postaveno 20 jednotek této třídy, z toho tři pro Brazílii. Ve službě v italském námořnictvu byly v letech 1936–1947. Účastnily bojů druhé světové války. Za války bylo 16 ponorek zničeno, poslední byla vyřazena roku 1947. Brazilské ponorky byly vyřazeny roku 1959.

## Stavba
Ponorky představovaly čtvrtou z pěti skupin italských 600tunových pobřežních ponorek. Konstrukčně úzce vycházely z předcházející třídy Perla. Celkem bylo pro italské námořnictvo postaveno 17 ponorek této třídy. Tři další byly rozestavěné prodány Brazílii. Do jejich stavby se zapojily italské loděnice Cantieri Riuniti dell'Adriatico (CRDA) v Monfalcone, Tosi v Tarentu a OTO v Muggiano. Do služby byly přijaty roku 1936.
Jednotky třídy Adua:
| Jméno                     | Uživatel | Loděnice | Založení kýlu | Spuštěna           | Vstup do služby | Poznámky |
| ------------------------- | -------- | -------- | ------------- | ------------------ | --------------- | --- |
| Adua                      | Itálie   | CRDA     | 1936          | 13. září 1936      | listopad 1936   | Dne 30. září 1941 poblíž Cartegeny potopena britskými torpédoborci HMS Gurkha a HMS Legion.                                                                    |
| Alagi                     | Itálie   | CRDA     | 1936          | 15. listopadu 1936 | únor 1937       | Vyřazena 1947. |
| Aradam                    | Itálie   | CRDA     | 1936          | 18. října 1936     | leden 1937      | Dne 9. září 1943 v Janově potopena vlastní posádkou. Němci ji vyzvedli, ale již nestihli opravit. Dne 4. září 1944 ji zničilo spojenecké letectvo.             |
| Tamoio (T3, ex Ascianghi) | Brazílie | OTO      | 1936          | 14. února 1937     | říjen 1937      | V březnu 1937 prodána Brazílii. Vyřazena 1959. |
| Ascianghi                 | Itálie   | OTO      | 1937          | 5. prosince 1937   | březen 1938     | Dne 23. července 1943 jižně od Sicílie potopena britskými torpédoborci HMS Eclipse a HMS Laforey.                                                              |
| Axum                      | Itálie   | CRDA     | 1936          | 27. září 1936      | prosinec 1938   | Dne 28. prosince 1943 ztroskotala na západním pobřeží Řecka a následně byla zničena vlastní posádkou.                                                          |
| Beilul                    | Itálie   | OTO      | 1937          | 22. května 1938    | září 1938       | Dne 9. září 1943 v Monfalcone zajata Němci, nebyla zařazena do Kriegsmarine a květnu 1945 ji zničilo spojenecké letectvo.                                      |
| Dagabur                   | Itálie   | Tosi     | 1936          | 22. listopadu 1936 | duben 1937      | Dne 12. srpna 1942 potopena britským torpédoborcem HMS Wolwerine.                                                                                              |
| Dessié                    | Itálie   | Tosi     | 1936          | 22. listopadu 1936 | duben 1937      | Dne 28. listopadu 1942 poblíž mysu Bon potopena britskými torpédoborci HMS Quiberon a HMS Quentin.                                                             |
| Durbo                     | Itálie   | OTO      | 1937          | 6. března 1938     | červenec 1938   | Dne 18. října 1940 východně od Gibraltaru potopena britskými torpédoborci HMS Firedrake a HMS Wrestler.                                                        |
| Timbira (T2, ex Gondar)   | Brazílie | OTO      | 1936          | 30. prosince 1936  | říjen 1937      | V březnu 1937 prodána Brazílii. Vyřazena 1959. |
| Gondar                    | Itálie   | OTO      | 1937          | 3. října 1937      | únor 1938       | Dne 30. listopadu 1940 byla poblíž Alexandrie poškozena britským letectvem a torpédoborci HMS Diamond a HMAS Stuart a následně byla potopena vlastní posádkou. |
| Lafolé                    | Itálie   | OTO      | 1937          | 10. dubna 1938     | srpen 1938      | Dne 20. října 1940 poblíž přístavu Melilla potopena britskými torpédoborci HMS Gallant, HMS Griffin a HMS Hotspur.                                             |
| Macallé                   | Itálie   | OTO      | 1936          | 29. října 1936     | březen 1937     | Dne 15. června 1940 ztroskotala poblíž Port Sudanu. |
| Tupi (T1, ex Neghelli)    | Brazílie | OTO      | 1936          | 28. listopadu 1936 | říjen 1937      | V březnu 1937 prodána Brazílii. Vyřazena 1959. |
| Neghelli                  | Itálie   | OTO      | 1937          | 7. listopadu 1937  | únor 1938       | Dne 19. ledna 1941 u řeckého pobřeží potopena britským torpédoborcem HMS Greyhound.                                                                            |
| Sciré                     | Itálie   | OTO      | 1937          | 6. ledna 1938      | březen 1938     | Dne 10. srpna 1942 poblíž přístavu Haifa potopena trawlerem HMT Islay.                                                                                         |
| Tembien                   | Itálie   | OTO      | 1937          | 6. února 1938      | červenec 1938   | Dne 2. srpna 1941 u tuniského pobřeží taranována a potopena britským křižníkem HMS Hermione.                                                                   |
| Uarsciek                  | Itálie   | Tosi     | 1936          | 19. září 1937      | prosinec 1937   | Dne 15. prosince 1942 jižně od Malty potopen britským torpédoborcem HMS Petard a řeckým torpédoborcem Vasilissa Olga.                                          |
| Uebi Scebeli              | Itálie   | Tosi     | 1937          | 3. října 1937      | prosinec 1937   | Dne 29. června 1940 západně od Kréty napadena britskými torpédoborci HMS Dainty a HMS Ilex a následně potopena vlastní posádkou.                               |

## Konstrukce

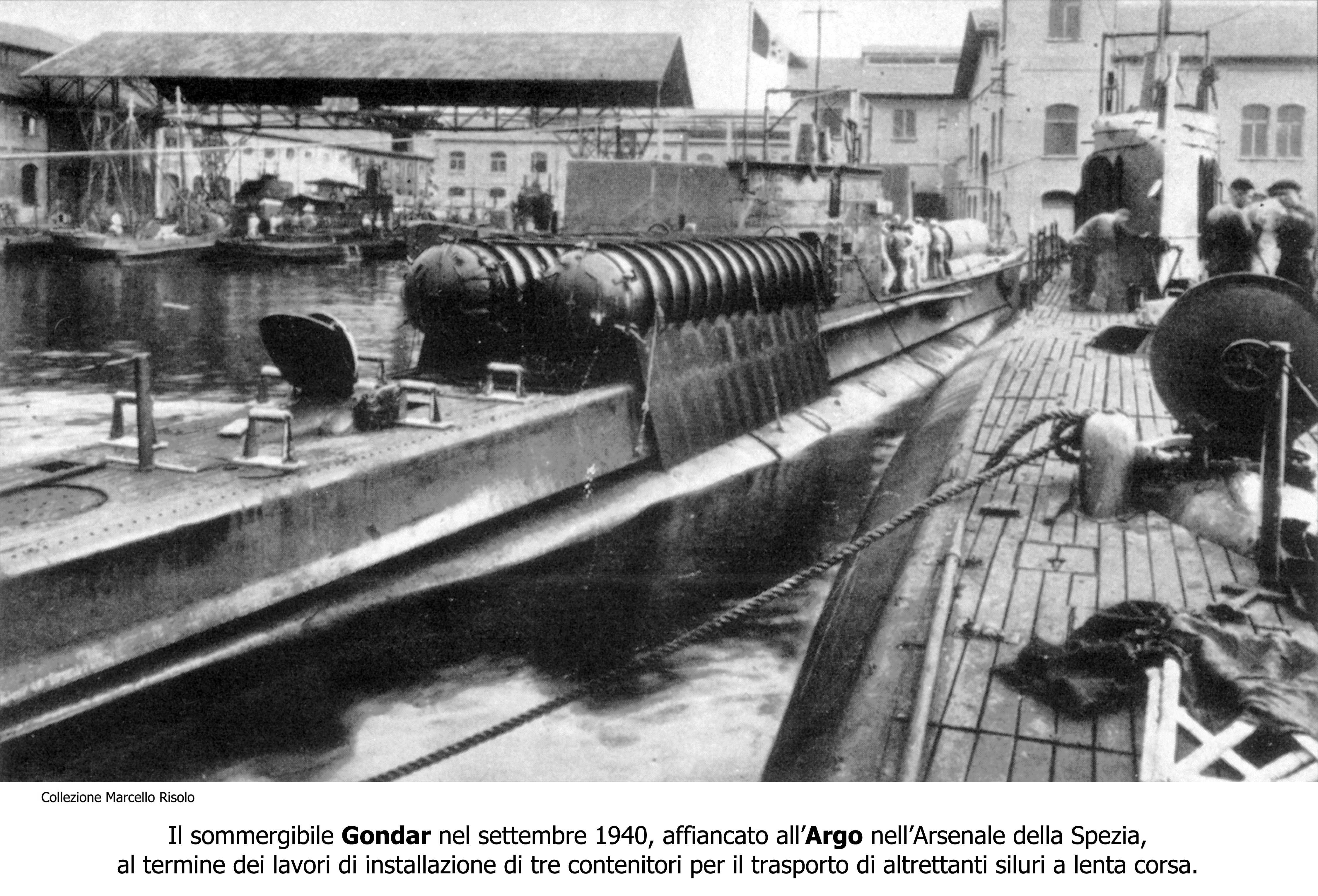
Vlevo ponorka italská ponorka Gondar s kontejnery pro přepravu řiditelných torpéd Maiale. Vpravo italská ponorka Argo

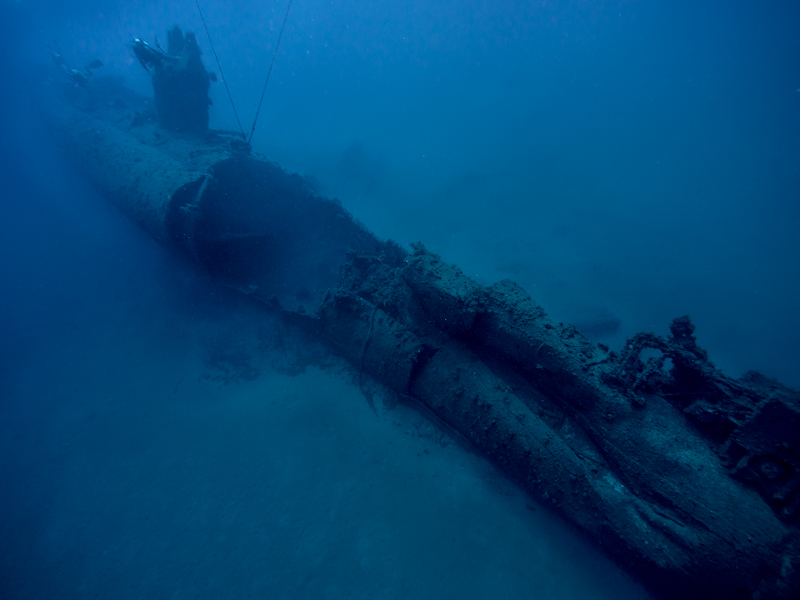
Vrak italské ponorky Sciré

Nesly čtyři příďové a dva záďové 533mm torpédomety se zásobou 12 torpéd. Dále nesly jeden 100mm kanón a dva až čtyři 13,2mm kulomety. Pohonný systém tvořily dva diesely Fiat (ponorky o loděnic CRDA a Tosi nesly diesely těchto společností) o výkonu 1200 bhp a dva elektromotory Marelli (ponorky loděnoce CRDA nesly výrobky CRDA) o výkonu 800 bhp, pohánějící dva lodní šrouby. Nejvyšší rychlost dosahovala 14 uzlů na hladině a 7,5 uzlu pod hladinou. Dosah byl 2200 námořních mil při rychlosti 14 uzlu na hladině a 74 námořních mil při rychlosti 4 uzly pod hladinou. Operační hloubka ponoru dosahovala 80 metrů.

### Modifikace
Ponorky Adua, Alagi, Gondar a Sciré dostaly během služby menší velitelskou věž.
V letech 1940–1941 byly ponorky Gondar a Sciré upraveny pro nesení tří řiditelných torpéd Maiale. Torpéda byla uložena ve vodotěsných kontejnerech na jejich palubě. Posádky žabích mužů do nich nastupovaly bezprostředně před akcí. Zároveň byl odstraněn 100mm kanón. Obě byly potopeny při prvním nasazení s těmito miniponorkami.